# Nationale Energie Manifestatie 1955

Logo van E55

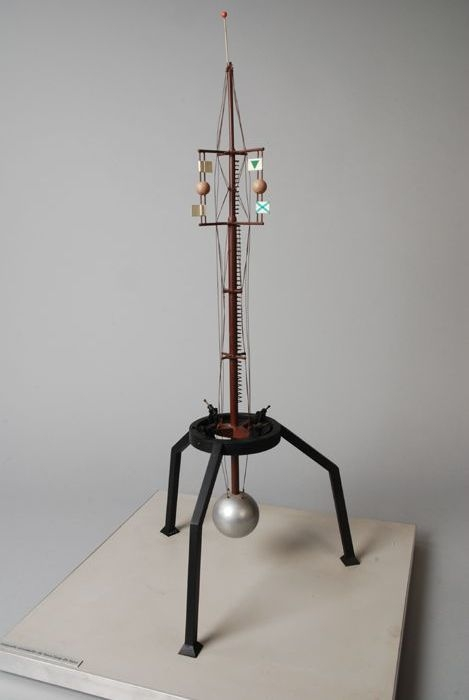
Model van de Aeolusmast die stond aan de Westzeedijk. De 40 meter hoge 'zwevende' mast was ter gelegenheid van de E55 ontworpen door Arie Jansma. In 1967 is hij verkocht aan een schroothandelaar.

De Nationale Energie Manifestatie 1955 of E55 was een tentoonstelling die van 18 mei tot 3 september 1955 werd gehouden in Rotterdam.
Tien jaar na het eind van de Tweede Wereldoorlog vond men het tijd om te laten zien wat de energie van de Nederlanders tot stand had gebracht bij de wederopbouw. Een van de affiches omschreef het als volgt: Tijdbeeld van een volk in actie... strijd en resultaat van Nederlands Energie... perspectief van een nieuw tijdperk.
Er werd een tentoonstelling georganiseerd in het Het Park, de Ahoy'-hal en de voor de tentoonstelling gebouwde Energiehal in Rotterdam. Koningin Juliana opende het geheel op 10 mei 1955. De elf Nederlandse provincies konden zich presenteren in een van de vele paviljoens. Ook bekenden uit het bedrijfsleven, als Fokker, de Nederlandse Spoorwegen, de Nederlandse Aardolie Maatschappij en Van Leeuwen Buizen presenteerden zich. Er werden innovaties getoond, waaronder een kartonnen melkpak. E55 was de grootste tentoonstelling tot dan toe in Nederland gehouden. De manifestatie werd door drie miljoen mensen bezocht.

## Kunst
Karel Appel schilderde een 80 meter lange 'muur der energie'. Ook een aantal andere kunstenaars, onder wie Constant, Arie Jansma, Daan Wildschut, Wessel Couzijn, Eppo Doeve en Wladimir de Vries droegen bij aan de illustratie van de paviljoenthema's en decoratie en inrichting van de tentoonstelling.

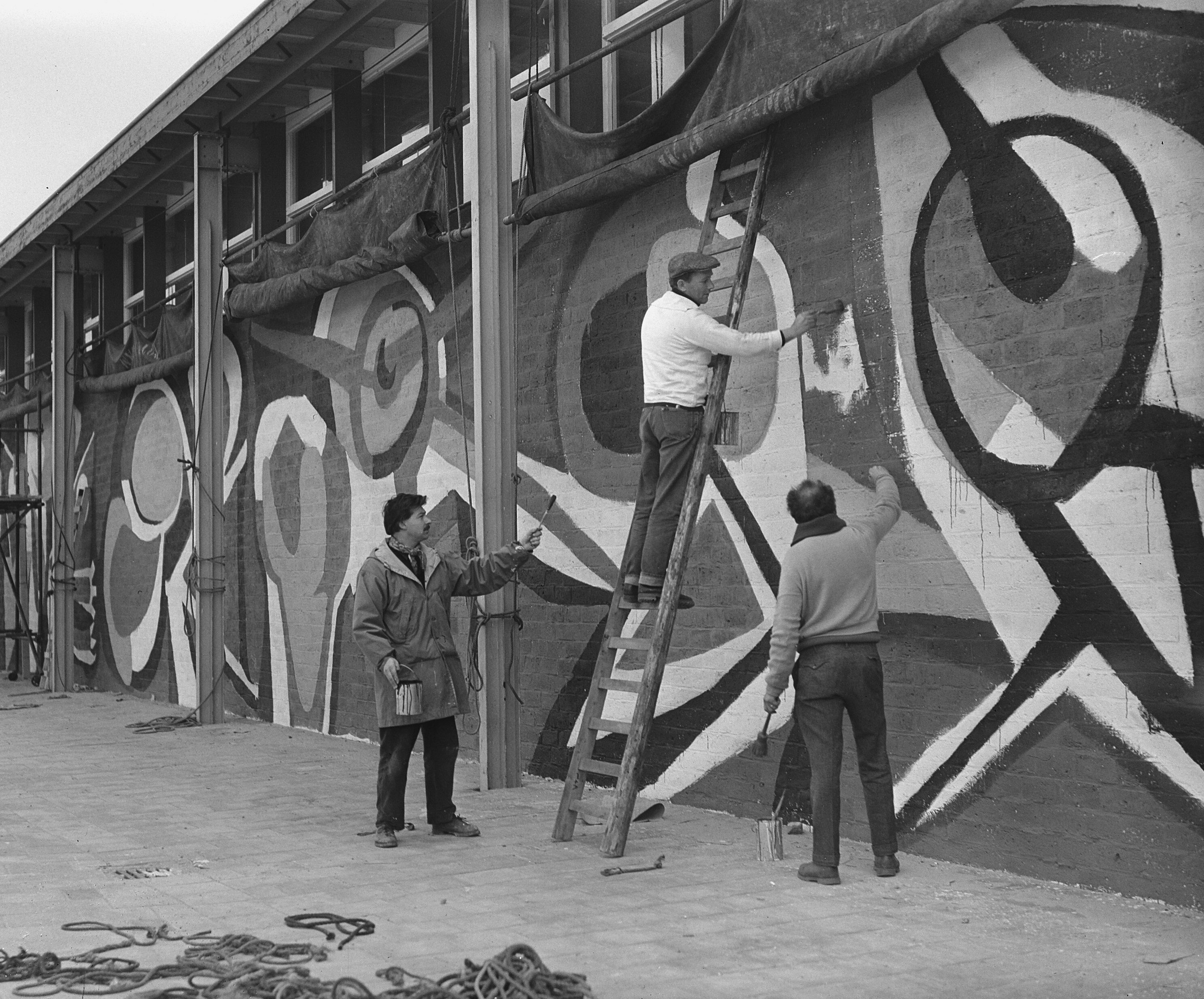
Karel Appel bezig met zijn muurschildering
- Polygoonjournaal over de manifestatie E55

## TV55
Nieuw op deze manifestatie was dat er de hele dag televisie-uitzendingen op het terrein werden gemaakt. Deze werden gepresenteerd door Mies Bouwman. Naast wetenswaardigheden over de tentoonstelling, konden de bezoekers kijken naar onder andere de familie Doorsnee. De programma's werden gesponsord en tussendoor werd reclame vertoond.